# Софи (Государство Сефевидов)
Софи или Соффи — форма обращения к правителям из династии Сефевидов, правившей империей Сефевидов в странах Европы. По некоторым причинам западный мир называл сефевидскую империю Персией, а иногда и сефевидских правителей называли также Софией, в связи с тем, что войны древних греков с персидской империей, возникшей из этой географии, не были забыты. Это слово является несколько измененной версией слова Сафави, и особенно после Аббаса I эта форма обращения стала более распространенной.
Хотя использование «Софи» приобрело гораздо большую известность во время правления Аббаса I, это слово использовалось для обозначения правителя Сефевидов со времен основателя династии Исмаила I (годы правления 1501–1524).
Большое количество ссылок на Персию и «Софи» в европейской литературе начинается с правления Аббаса I и далее. «Двенадцатая ночь» Уильяма Шекспира (опубликованная в 1602 г.) отмечена как одно из первых свидетельств этого.

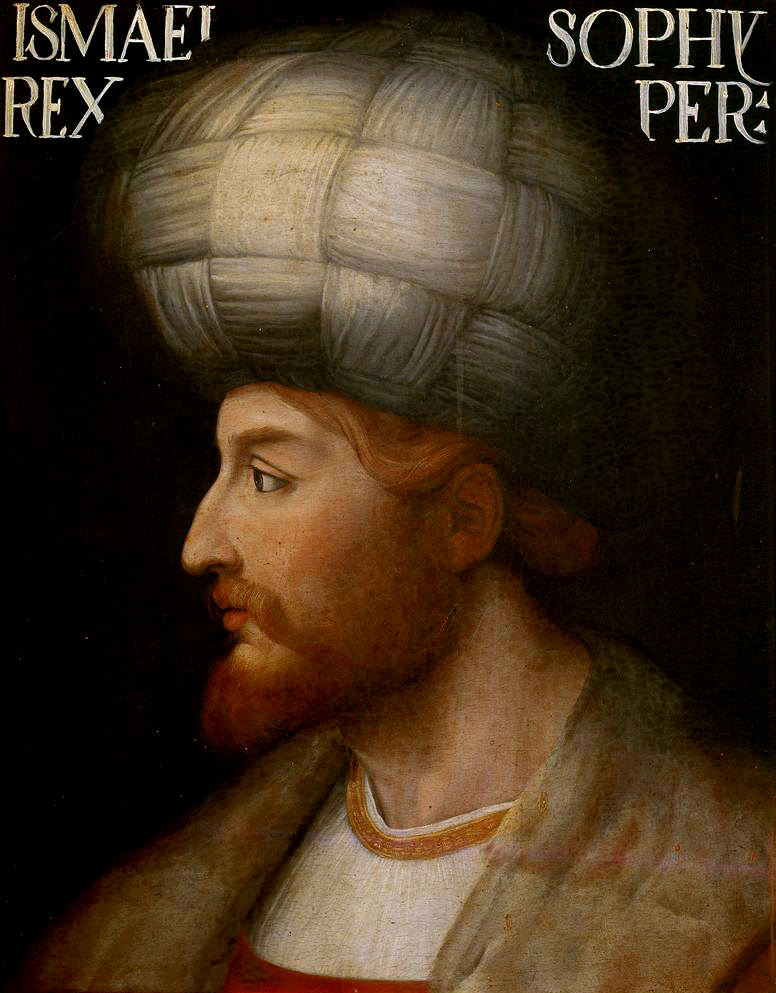
Европейская картина шаха Исмаила I под названием «Sophy».
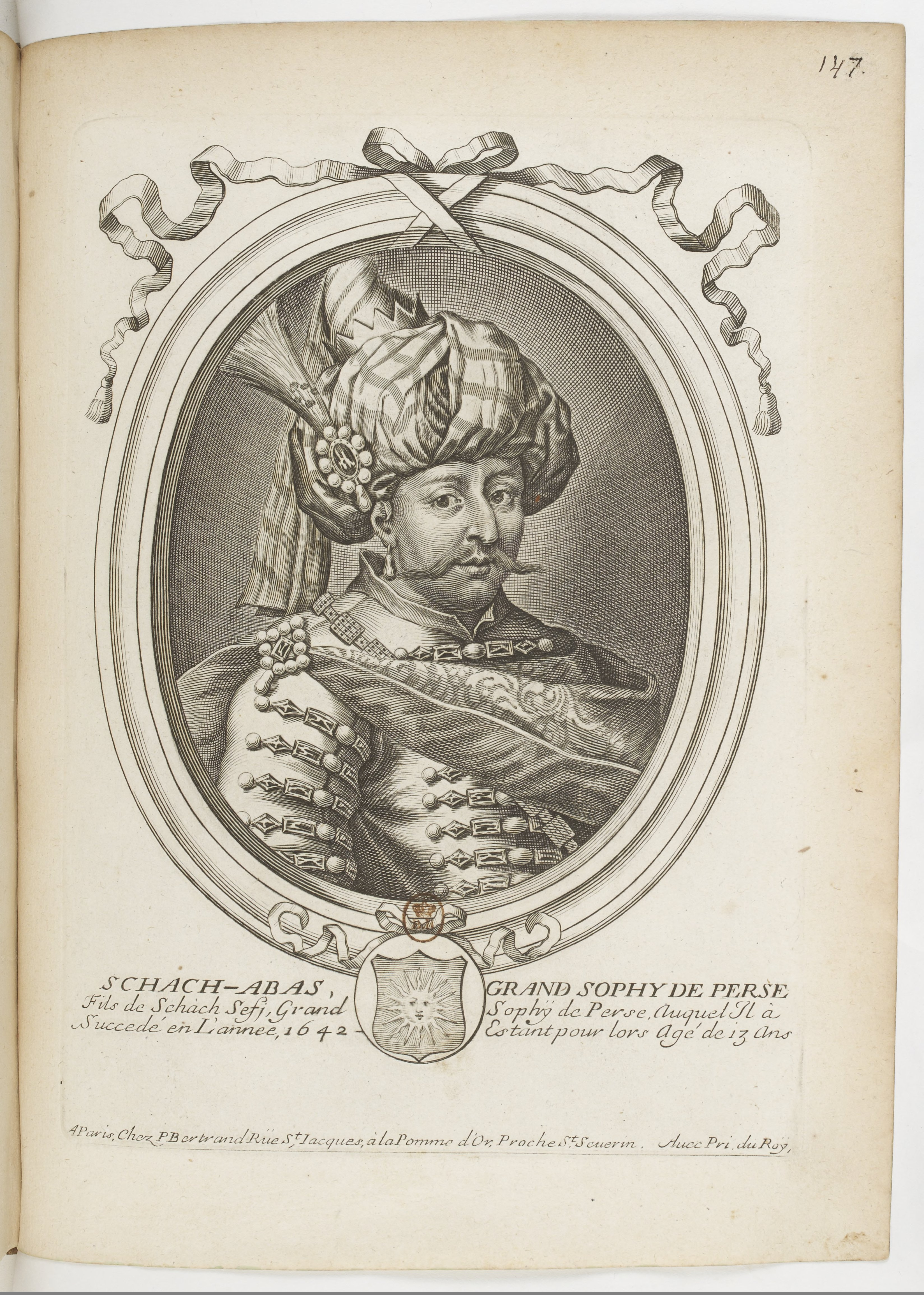
Европейская картина шаха Аббаса II под названием «Grand Sophy de Perse».